# Joaquim Carlos Vasconcelos da Ponte
Joaquim Carlos Vasconcelos da Ponte (Angra do Heroísmo, 6 de junho de 1956 — ) é um político social-democrata açoriano que, entre outras funções de relevo, foi em três mandatos presidente da Câmara Municipal de Angra do Heroísmo (1986-1989; 1990-1993; e 1993-1996). É farmacêutico e proprietário de uma farmácia em Angra do Heroísmo.

## Biografia
Depois de completar o ensino secundário no Liceu Nacional de Angra do Heroísmo (em 1976) ingressou no curso de Farmácia e Análises Clínicas da Faculdade de Farmácia da Universidade de Lisboa, que concluiu em 1980, ano em que regressou aos Açores. Fixou-se na cidade de Angra do Heroísmo, onde é proprietário da Farmácia Vasconcelos, estabelecimento que herdou do avô materno.
Ainda estudante começou a sual militância no Partido Social Democrata, sendo um dos organizadores da Juventude Social-Democrata (JSD), de cuja Comissão Política Nacional foi membro. Após o seu regresso aos Açores, foi um dos promotores do 1.º Congresso da JSD/Açores, sendo eleito seu presidente, cargo que exerceu de 1980 a 1984. Ainda em 1980 foi eleito deputado pelo círculo eleitoral da Terceira à Assembleia Regional dos Açores para a legislatura de 1980 a 1984. Nesse período foi chefe de gabinete do Secretário Regional dos Assuntos Sociais.
Nas eleições autárquicas de 15 de dezembro de 1985 foi eleito presidente da Câmara Municipal de Angra do Heroísmo (mandato de 1 de janeiro de 1986 a 31 de dezembro de 1989) e sucessivamente reeleito nas eleições autárquicas de 17 de dezembro de 1989 (mandato de 1 de janeiro de 1990 a 31 de dezembro de 1993) e nas eleições autárquicas de 12 de dezembro de 1993, tendo neste último mandato renunciado ao mandato a 31 de março de 1996. Entre 1992 e 1996 presidiu à Comissão Política da ilha Terceira do PSD e e foi vice-presidente da Comissão Política Regional.
Foi eleito deputado à Assembleia Legislativa Regional dos Açores em 1992, com mandato suspenso para continuar a liderar a Câmara de Angra, e novamente em 1996, sempre pelo círculo da ilha Terceira, tendo nesta última legislatura sido presidente da Comissão Permanente de Política Geral e Assuntos Internacionais e eleito vice-presidente do parlamento (1996-1998).
Foi eleito deputado à Assembleia da República pelo círculo dos Açores para a VIII Legislatura, em 1999, e sucessivamente reeleito em 2002, na sequência da dissolução do parlamento, em 2005, 2009 e 2011.

## Links
- Nota biográfica de Joaquim Carlos Vasconcelos da Ponte na Enciclopédia Açoriana